# Логінов Федір Георгійович
Федір Георгійович Логінов (6 [18] лютого 1900, село Нємчуга, Новгородська губернія, тепер Боровицького району Новгородської області, Російська Федерація — 2 серпня 1958, Москва) — радянський державний діяч, міністр будівництва електростанцій СРСР, начальник Дніпробуду та начальник будівництва Сталінградської ГЕС. Депутат Верховної Ради Української РСР 2-го скликання.

## Біографія
Народився в селянській родині. Трудову діяльність розпочав у одинадцятирічному віці хлопчиком в приватній конторі, учнем в майстерні художньо-механічного скла, а у 1913—1918 роках — учнем і майстром бондарних майстерень міста Санкт-Петербурга.
У 1918 році добровільно вступив в Червону армію. Брав участь у громадянській війні на посаді помічника командира 1-го полку Особливої Уральської дивізії на Східному, а потім Південному фронтах.
У 1923—1926 роках — робітник, секретар і голова заводського комітету на заводі «Красный керамик» в Петроградській (Ленінградській) губернії.
Член РКП(б) з 1925 року.
У 1927—1928 роках — заступник голови Боровицької окружної ради профспілок. У 1928 році працював керуючим Боровицького паперового тресту.
У 1928—1932 роках — студент Ленінградського гідротехнічного інституту.
З 1932 року — начальник робіт станційного вузла на будівництві Баксанської ГЕС в Кабардино-Балкарії. У 1933—1936 роках — помічник начальника відділу технічної частини, начальник відділу інженерної геології Середволгобуду інституту «Гідробудпроект» в Ленінграді.
З 1936 року працював на будівництві каскаду Чирчицьких ГЕС в Узбекистані. З листопада 1937 року — начальник будівництва Чирчицькой гідроелектростанції в Узбецькій РСР.
У 1941 році — голова Державної планової комісії (Держплану) Узбецької РСР і одночасно заступник голови Ради народник комісарів Узбецької РСР.
У листопаді 1941 — 4 лютого 1943 року — секретар ЦК КП(б) Узбекистану з енергетики та палива.
З листопада 1942 року до листопада 1946 року — заступник народного комісара (з березня 1946 року — міністра) електростанцій СРСР. Одночасно, в лютому 1944 — 1950 роках — начальник Дніпробуду.
З 1950 року — начальник будівництва Сталінградської ГЕС на Волзі.
З листопада 1954 року — міністр будівництва електростанцій СРСР. З травня 1957 року — 1-й заступник міністра електростанцій СРСР.
Похований у Москві на Новодівичому кладовищі.
Іменем Логінова названий центральний стадіон у Волзькому, Чирчицька ГЕС, а також ряд вулиць у різних містах.

## Нагороди
- три ордени Леніна
- орден «Знак Пошани»
- медалі